# Hans Zahrtmann

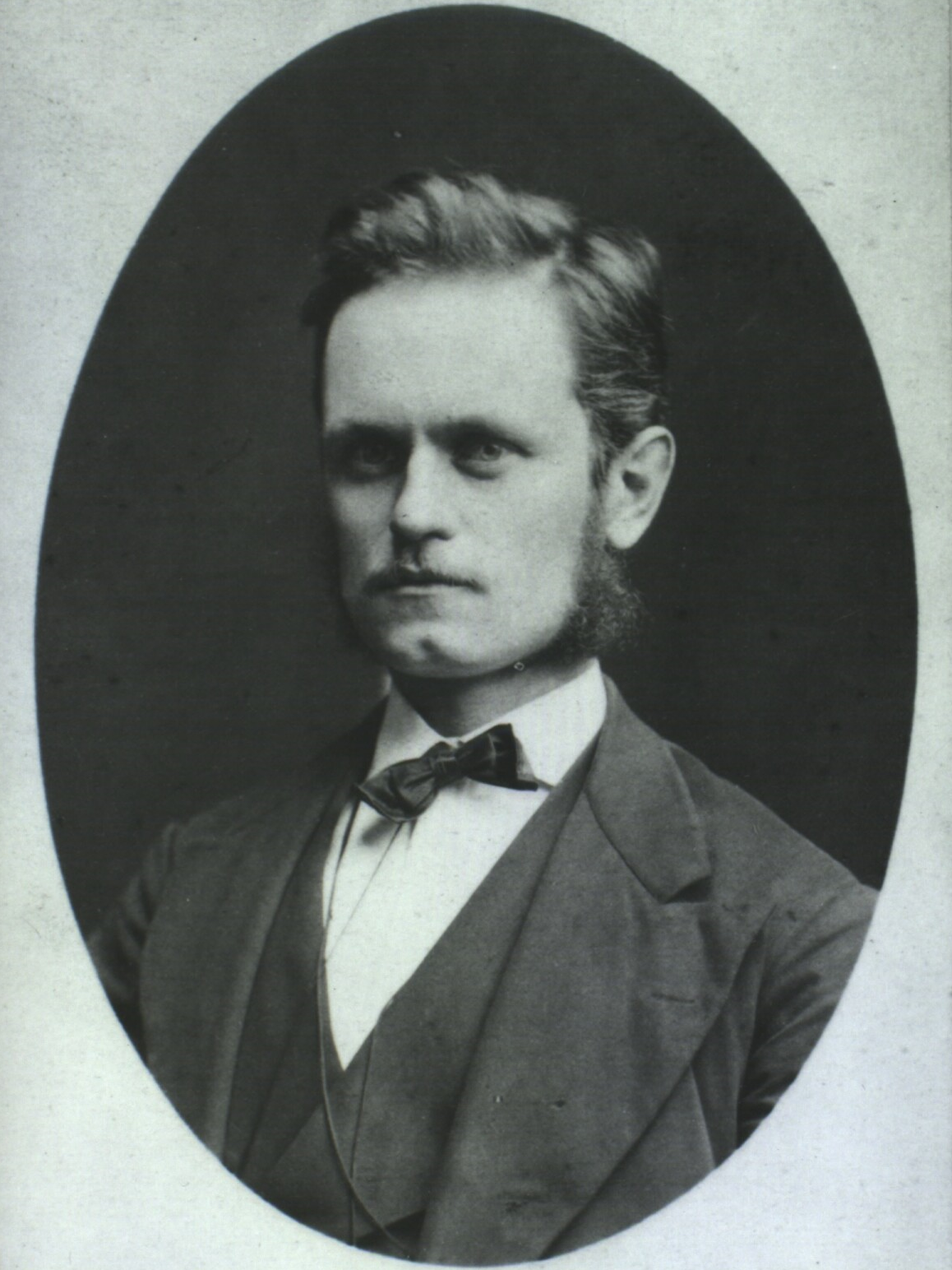
Hans Zahrtmann (1877)

Hans Zahrtmann (* 13. März 1849 in Rønne; † 27. November 1930 in Kopenhagen) war ein dänischer Ingenieur, vor allem beim Bau und Ausbau von Häfen an vielen Orten in Dänemark. Die Existenz sicherer Häfen war für die von der See lebenden Inselbevölkerung eine Grundvoraussetzung, die die Entscheidung zugunsten der Hafenausbauten wesentlich mit beeinflussten.

## Familie
Zahrtmann war vierter Sohn von Carl Vilhelm Zahrtmann (1810–1899) und Laurine Pouline, geb. Jespersen (1822–1918) und Tochter des Besitzers von Harrisgaard Hans Christian Hansen und Ehefrau Hermandine Dorothea Sonne. Er wurde am 29. April 1849 in der St.-Nicolai-Kirche getauft. Er hatte die acht Geschwister Kristian, Carl Vilhelm (1845–1859), Conrad Heinrich Donner (Ingenieur, 1847–1923), Peder Tetens (1851–1898), Hermann Peter Bohn (* 1857), Marius Kofoed (1861–1940), Bodil Kirstine (1866–1941) und Sophie Elisabeth (1853–1890).
Am 21. Dezember 1881 heiratete er im Alter von 31 Jahren in Rønne Johanne Dorthea Hansen (* 1855). Weil das Ehepaar keine eigenen Kinder hatte, adoptierte es die am 16. Oktober 1889 in Havrevænge nahe Odense geborene Laura Mathilda, geborene Gulfeldt.

## Ausbildung und Beruf
Hans Zahrtmann ging nach dem Schulabschluss ab 1865 an die polytechnische Hochschule in Schleswig, gab die wissenschaftliche Ausbildung aber bald auf, um einen praxisorientierten Abschluss zu erlangen. Anschließend bereiste er als Zimmermann große Teile Europas und ließ sich 1875 auf seiner Heimatinsel Bornholm als Hafeningenieur nieder. Von 1878 bis 1893 lebte er in Nexø, wo er 1885 in den Stadtrat gewählt wurde. Zahrtmann entwarf zahlreiche dänische Hafenanlagen, so beispielsweise in Snogebæk an der Westküste Bornholms im April 1890, worüber auch die Vendsyssel Tidende berichtete.
Er ist auch für zahlreiche andere öffentliche Gebäude verantwortlich, so zum Beispiel das Schulhaus von Nexø im Jahr 1883. Ab 1893 wohnte er in Kopenhagen. Er leitete 1892 den Ausbau des Hafens von Nexø und arbeitete mit großem Einsatz für den Ausbau anderer Hafenanlagen in Bornholm. Dadurch bekam der Fischereihafen eine besondere Bedeutung. Auf seine Planung gehen auch die Häfen von Klintholm auf Møn und Ballen auf Samsø zurück.

## Ehrung
Zahrtmann starb in Kopenhagen und wurde am 4. Dezember 1930 beigesetzt. Sein Geburtsort Rönne ehrt ihn mit der Benennung einer Straße und eines Kreisverkehrs. Die südliche Umgehungsstraße sollte 1935 gebaut werden, wurde aber erst – in Etappen – 1945 fertiggestellt, der Kreisverkehr wahrscheinlich fünf Jahre später.